# Euphaea bocki
Euphaea bocki là loài chuồn chuồn trong họ Euphaeidae (Epallagidae). Loài này được McLachlan mô tả khoa học đầu tiên năm 1880.